# 금남교통
금남교통운수는 대전광역시의 시내버스 운송 업체로, 본사는 대전광역시 대덕구 대전로1032번길 40 (오정동)에 위치해 있다.
1979년 대전교통으로부터 차량 30대를 양수하여 설립되었으며, 2002년 경영권을 대전교통에 양도하기도 하였으나, 2004년 다시 대전교통으로부터 분리 독립하였다. 차고지는 대전광역시 서구 정림동에 있었으나 유성구 대정동 대정동화물터미널로 이전하여 2019년까지 사용하였다. 2013년 현재 6개 노선, 44대를 운용하고 있으며, 2019년 12월 20일자로 오정동 구. 금성교통 자리로 이전하였다,

## 운영 노선
- ● 62번: 대전역 ~ 방아실(옥천군)
- ● 101번: 안산동 ~ 대전대성여고(국민버스과 공동운행)
- ● 106번 목원대학교 ~ 비래동
- ● 312번: 목원대학교 ~ 효문화마을/뿌리공원
- ● 318번: 오월드 ~ 대덕대학교(산호교통, 경익운수와 공동운행)
- ● 622번: 비래동 ~ 서대전역
- ● 911번: 충대농대 ~ 대전컨벤션센터(대전운수과 공동운행)

## 차량

#### KGM커머셜
- KGM 스마트 110G (저상버스)

#### 현대자동차
- 현대 그린시티
- 현대 뉴 슈퍼 에어로시티
- 현대 저상 뉴 슈퍼 에어로시티

## 갤러리

대전시내버스 211번